# Pachamama Raymi
Pachamama Raymi ('Fiesta de la Pachamama'; del quechua: Pachamama 'Madre Tierra', y raymi 'fiesta') es una ceremonia que se celebra anualmente en Ecuador, Perú y otras partes del mundo. Se celebra el 1 de agosto.
En Ecuador, la fiesta se celebra en la provincia de Zamora-Chinchipe. En el Perú se lleva a cabo en el Distrito Ccatca de la Región de Cuzco, provincia de Quispicanchis. 
En el resto del mundo, coincide con la fiesta de Lugnasad.

## Otros usos de la expresión
Pachamama Raymi también refiere a una metodología para generar prosperidad generalizada en áreas de extrema pobreza. La metodología fue desarrollado desde 1988 en Cuzco, Perú. Pobreza rural extrema y degradación ambiental extrema generalmente van juntos. Simulaciones computarizadas muestran que es posible recuperar los recursos naturales, superando la pobreza, si una gran mayoría de la población cambia las formas de manejo de sus recursos. Al mismo tiempo, malos hábitos de salud preventiva generan serios problemas de salud generalizados. Cambiar las prácticas de salud preventiva mejora en gran medida la salud de las personas.
La metodología Pachamama Raymi hace posible la introducción de manera simultánea, las innovaciones necesarias en el manejo de los recursos naturales y en las prácticas de salud preventiva en la gran mayoría de la población de muchos pueblos a la vez, dentro de tres a cuatro años, movilizando a la propia población a salir de la pobreza mayormente, con sus propios medios. La metodología utiliza el manejo sistémica de la organización social, reforzando la identidad cultural, las familias y las organizaciones comunales. Se trabaja en estrecha colaboración con el gobierno local respectivo. Proyectos que emplean la metodología Pachamama Raymi invierten sus recursos en la capacitación de la población mediante el inter-aprendizaje (Peer learning) y la motivación. La metodología emplea concursos entre las familias de cada comunidad y concursos entre comunidades con premios en efectivo (salvo cuando la entidad financiera no lo permite). Los participantes concursan sobre la calidad de adopción de las muchas innovaciones que el proyecto busca introducir.
Pachamama Raymi en Zamora Chinchipe.- Visibiliza los resultados productivos, materiales, sociales, políticos y espirituales, de los Pueblos y Nacionalidades de la provincia; se caracteriza por ser un espacio de exposición y promoción de la producción sostenible y sustentable, así como de las expresiones culturales, aspectos que juegan un papel determinante en la sostenibilidad del turismo comunitario y los beneficios asociados con esta actividad. Hablando de los Derechos de la Pachamama, implica respeto a la naturaleza, por lo que el evento de PACHAMAMA RAYMI contribuye al fomento del respeto y la conservación de la Madre Tierra, en donde está la vida misma y la diversidad de culturas de la provincia.
Significado del personaje principal.- La denominación “MASHARO”, proviene de las palabras  MASHAR, MASHI  O MASHA;
MASHAR, en  idioma Shuar significa AMIGO FIEL O AMIGO CONFIDENTE.
MASHI, en idioma Kichwa significa AMIGO o COMPAÑERO.
MASHA,  en idioma Kichwa significa CUÑADO; y, 
MASHARO, es una denominación hispanizada, palabra que en el mundo mestizo del sur ha sido utilizado para identificar o distinguir a la persona proveniente de la provincia de Zamora Chinchipe.
El personaje “MASHARO” es un personaje mítico, deberá pertenecer a uno de los pueblos o nacionalidades, será una persona que goce de respeto y aprecio, que resalten cualidades positivas e integradoras dentro y fuera de su comunidad; para que este personaje tenga la categoría esperada debería considerarse algún distintivo meritorio relacionado con el fortalecimiento de la diversidad cultural.